# Баландін Юрій Миколайович
Юрій Миколайович Баландін (нар. 30 травня 1925, місто Саранськ, тепер Російська Федерація — 1 жовтня 2004, місто Москва, Російська Федерація) — радянський державний діяч, 1-й секретар Костромського обкому КПРС, заступник голови Держагропрому СРСР. Член ЦК КПРС у 1976—1990 роках. Депутат Верховної Ради СРСР 8—11-го скликань. Кандидат економічних наук (1955).

## Життєпис
У 1943—1946 роках — у Радянській армії. Служив мінометником, навідником міномета, командиром відділення 3-ї мінометної роти 3-го стрілецького батальйону 977-го стрілецького полку 270-ї стрілецької дивізії 1-го Прибалтійського фронту. Учасник німецько-радянської війни.
Член ВКП(б) з 1944 року.
У 1951 році закінчив Московську сільськогосподарську академію імені Тімірязєва. Потім навчався в аспірантурі при академії.
У 1955—1958 роках — головний агроном Малинської машинно-тракторної станції Ступинського району Московської області, старший науковий співробітник інституту картопельного господарства Люберецького району Московської області.
У 1959—1961 роках — помічник 1-го секретаря Московського обласного комітету КПРС; завідувач сільськогосподарського відділу Московського обласного комітету КПРС.
У 1961—1971 роках — інструктор, завідувач сектора відділу організаційно-партійної роботи ЦК КПРС.
27 жовтня 1971 — 4 січня 1986 року — 1-й секретар Костромського обласного комітету КПРС.
У 1986—1989 роках — заступник голови Державного агропромислового комітету (Держагропрому) СРСР.
З 1990 року — персональний пенсіонер союзного значення в Москві.
Помер 1 жовтня 2004 року. Похований на Троєкуровському цвинтарі Москви.

## Нагороди і звання
- орден Леніна
- орден Жовтневої Революції
- орден Трудового Червоного Прапора
- орден Вітчизняної війни І ст. (6.04.1985)
- орден Вітчизняної війни ІІ ст. (6.10.1944)
- орден Слави ІІІ ст. (16.03.1945)
- дві медалі «За відвагу» (21.11.1943, 24.10.1944)
- медаль «За бойові заслуги» (23.09.1943)
- медалі